# Historia naturalis palmarum

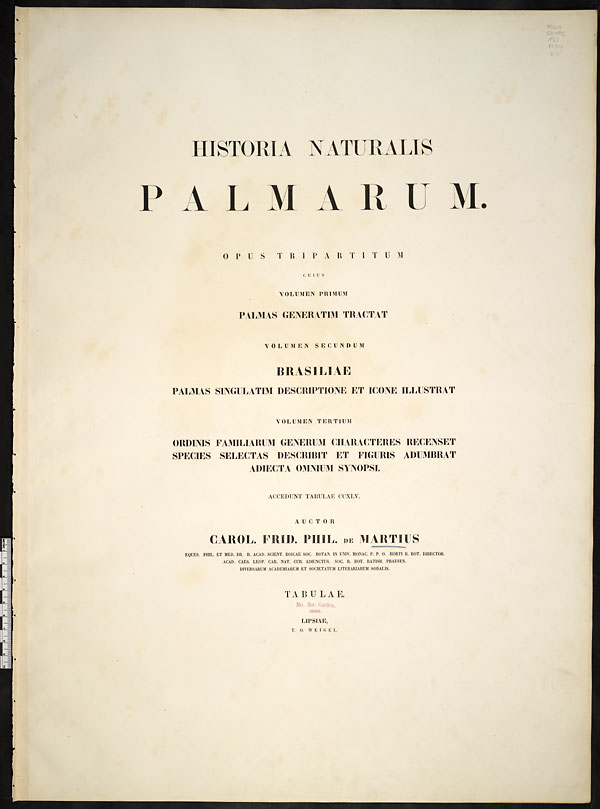
Frontispício do Volume I da Historia naturalis palmarum.

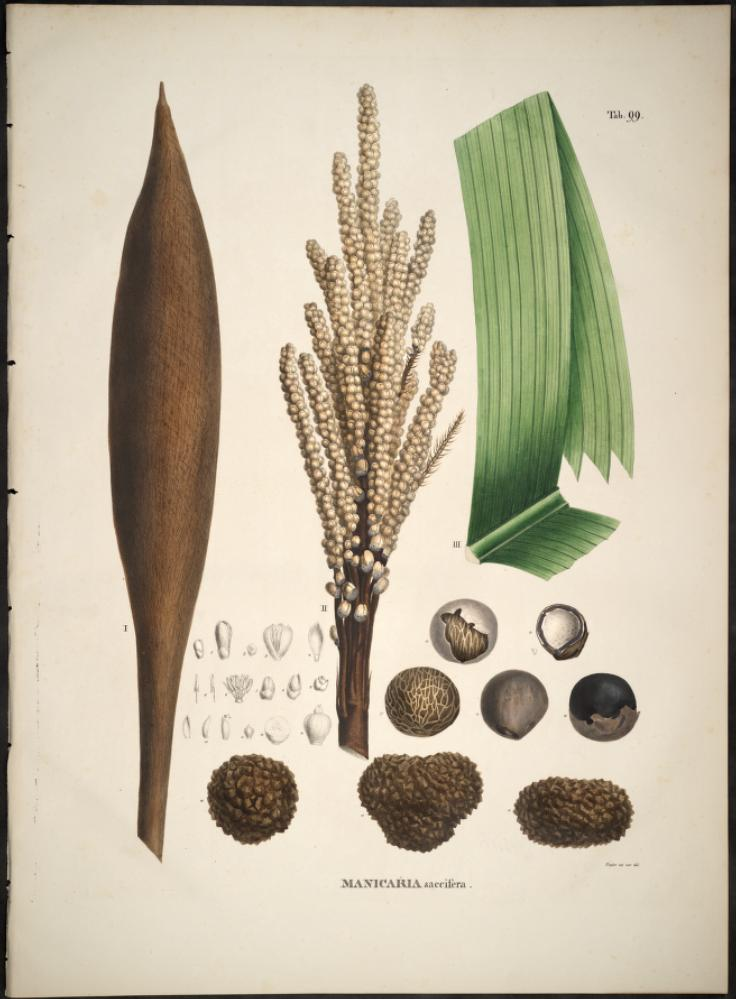
Exemplo de gravura do livro: Manicaria saccifera.

Historia naturalis palmarum: opus tripartitum (traduzido do latim ao português: História Natural das Palmeiras: Uma obra de três volumes) é um livro de botânica de três volumes, ricamente ilustrado, sobre palmeiras (Arecaceae) produzido pelo botânico, antropólogo, e médico alemão Carl Friedrich Philipp von Martius.
O livro foi escrito em latim e publicado no modelo de tamanho de livro fólio imperial na cidade de Leipzig (Lipsiae), na Alemanha por T.O. Weigel, o volume um 1823 e o último volume em 1850. Ele inclui mais de quinhentas e cinquenta páginas e duzentos e quarenta cromolitografias, inclusive de vistas de habitats e de dissecações botânicas.
A Historia naturalis palmarum foi baseada nas viagens pelo Brasil e Peru feitas pelo autor, acompanhado do zoólogo Johann Baptist von Spix, entre 9 de dezembro de 1817 e o ano de 1820. Sua expedição foi financiada pelo Rei da Baviera, Maximiliano I, com instruções para que fosse pesquisada a história natural e as tribos indígenas. A dupla de exploradores viajou mais de 2.250 km na Bacia do Amazonas, a região mais rica em palmeiras de todo o mundo, colecionando e desenhando espécimes. Eles iniciaram sua jornada passando primeiramente pelo Rio de Janeiro e São Paulo, rumando depois para o norte e sempre em direção ao interior. Von Martius e von Spix foram os primeiros europeus não portugueses a obter permissão para visitar o Amazonas brasileiro.
A retornarem à Baviera, o Rei recompensou ambos cientistas com o título de cavaleiro e com uma renda vitalícia pelo trabalho bem feito.
No primeiro volume, von Martius fez um esboço da classificação moderna das palmeiras e preparou os primeiros mapas da biogeografia das palmeiras. No segundo volume ele descreve as palmeiras do Brasil. No terceiro volume, conhecido por Expositio Systematica, ele descreveu sistematicamente todos os genera conhecidos da família das palmeiras, baseado em seu trabalho e no trabalho de outros autores.
A maioria dos desenhos de palmeiras encontrados no segundo volume, dedicado às palmeiras do Brasil, são identificados como da autoria de von Martius, no entanto algumas paisagens, representando regiões não visitidas por ele, foram emprestadas de trabalhos feitos por Frans Post e Johann Moritz Rugendas.
O livro recebeu nova impressão em dois volumes em 1971.
Outras obras de von Martius baseadas nesta sua expedição são Reise in Brasilien, livro de viagem publicado em três volumes em 1823, 1828, e 1831, e a monografia massiva de quarenta volumes Flora Brasiliensis que foi completada por outros em 1906.
E. J. H. Corner (1966) descreveu o livro como the most magnificent treatment of palms that has been produced" (trad.: "o mais magnífico tratado sobre palmeiras jamais produzido") O grande e ilustre Alexander von Humboldt ao discorrer sobre a obra e o seu autor disse que: "Enquanto palmeiras forem descobertas e nomeadas, o nome de von Martius permanecerá famoso."